# Megachile frigida
Megachile frigida là một loài Hymenoptera trong họ Megachilidae. Loài này được Smith mô tả khoa học năm 1853.